# Pädagogische Hochschule Osaka

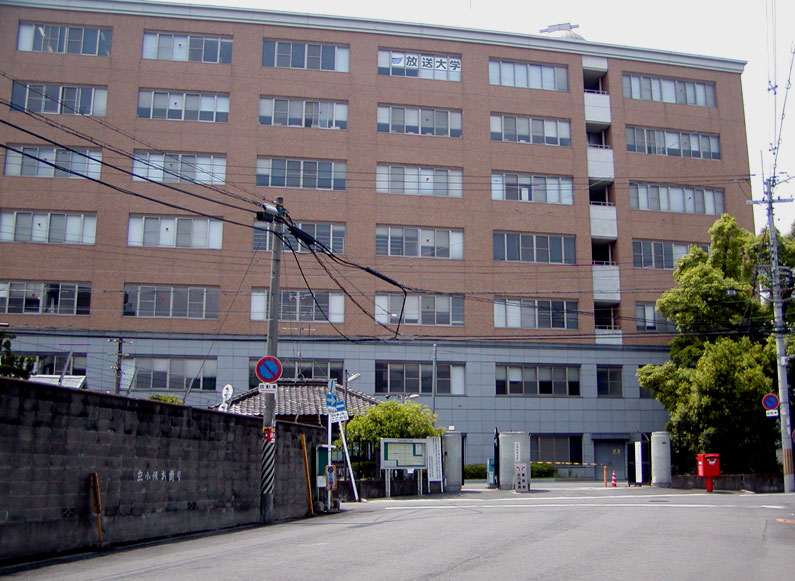
Tennōji-Campus

Die Pädagogische Hochschule Osaka (jap. 大阪教育大学, Ōsaka kyōiku daigaku, kurz: Daikyōdai (大教大)) ist eine staatliche Hochschule in Japan. Der Hauptcampus liegt in Kashiwara in der Präfektur Osaka.
Sie ist die einzige japanische pädagogische Hochschule, die einen Abendkurs für Lehrerbildung hat.

## Geschichte
Die Pädagogische Hochschule Osaka wurde 1949 durch den Zusammenschluss der zwei staatlichen Normalschulen gegründet. Die zwei waren die Erste Normalschule Osaka (大阪第一師範学校, Ōsaka dai-ichi shihan gakkō) und die Zweite Normalschule Osaka (大阪第二師範学校, Ōsaka dai-ni shihan gakkō).

### Erste Normalschule Osaka
Die erste Normalschule Osaka wurde 1874 als präfekturale Lehrerbildungsanstalt gegründet. 1901 zog sie in den heutigen Tennōji-Campus. 1908 wurde sie in präfekturale Normalschule Tennōji (大阪府天王寺師範学校, Ōsaka-fu Tennōji shihan gakkō) umbenannt. Sie und die Normalschule für Mädchen (in Hirano-ku, Osaka) wurden zur staatlichen ersten Normalschule Osaka 1943 zusammengesetzt.

### Zweite Normalschule Osaka
Die Zweite Normalschule Osaka wurde 1908 als präfekturale Normalschule Ikeda (大阪府池田師範学校, Ōsaka-fu Ikeda shihan gakkō) gegründet. 1943 wurde sie eine staatliche Normalschule ohne Kurs für Frauen. 1944 wurde der Kurs für Frauen (in Tondabayashi) eröffnet.

### Pädagogische Hochschule Osaka
Die neue Hochschule hieß zuerst Hochschule für Liberal Arts Osaka (大阪学芸大学, Ōsaka gakugei daigaku). 1966 wurde sie in die heutige Bezeichnung umbenannt. 1992 wurde der neue Campus Kashiwara eröffnet und der Ikeda-Campus wurde geschlossen (nur die angegliederten Schulen bleiben in Ikeda).

## Fakultäten
Sie hat eine Fakultät – die Fakultät für Pädagogik.
- Kashiwara-Campus (in Kashiwara, Präfektur Osaka. 34° 33′ 5,7″ N, 135° 39′ 0,1″ OKoordinaten: 34° 33′ 5,7″ N, 135° 39′ 0,1″ O):
  - Lehrerbildungskurse
  - Kurse für Künste und Umfassende Wissenschaften
- Tennōji-Campus (in Tennōji-ku, Osaka. 34° 38′ 51,3″ N, 135° 31′ 7″ O):
  - Bildungskurs für Grundschulenlehrer (5-jähriger Abendkurs)